# Переулок Юрия Матущака (Киев)
Переулок Радищева (укр. Провулок Радищева) — улица в Соломенском (до 2001 г. — Жовтневом) районе Киева, проходит через местность Отрадный. Пролегает между улицей Николая Василенко и улицей Светлогорская.

## История
Переулок возник в первой четверти XX века под названием Че́ховский переулок, в честь русского прозаика и драматурга Антона Павловича Чехова. Современное название, в честь русского поэта, прозаика и философа Радищева Александра Николаевича, существует с 1955 года. Застройка полностью промышленная и складская.

## Галерея

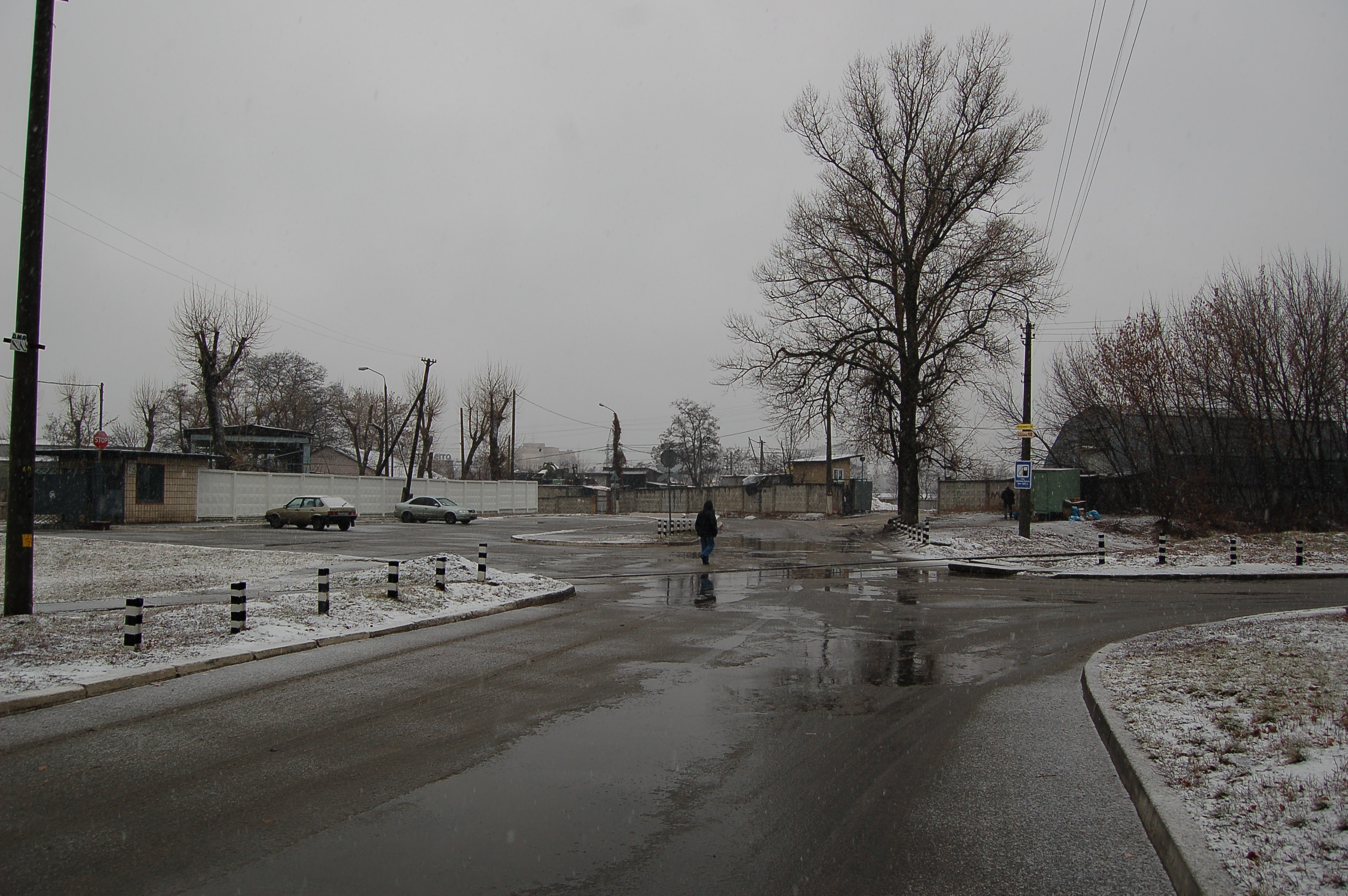
Перекрёсток улиц Козелецкой, Радищева и переулка Радищева
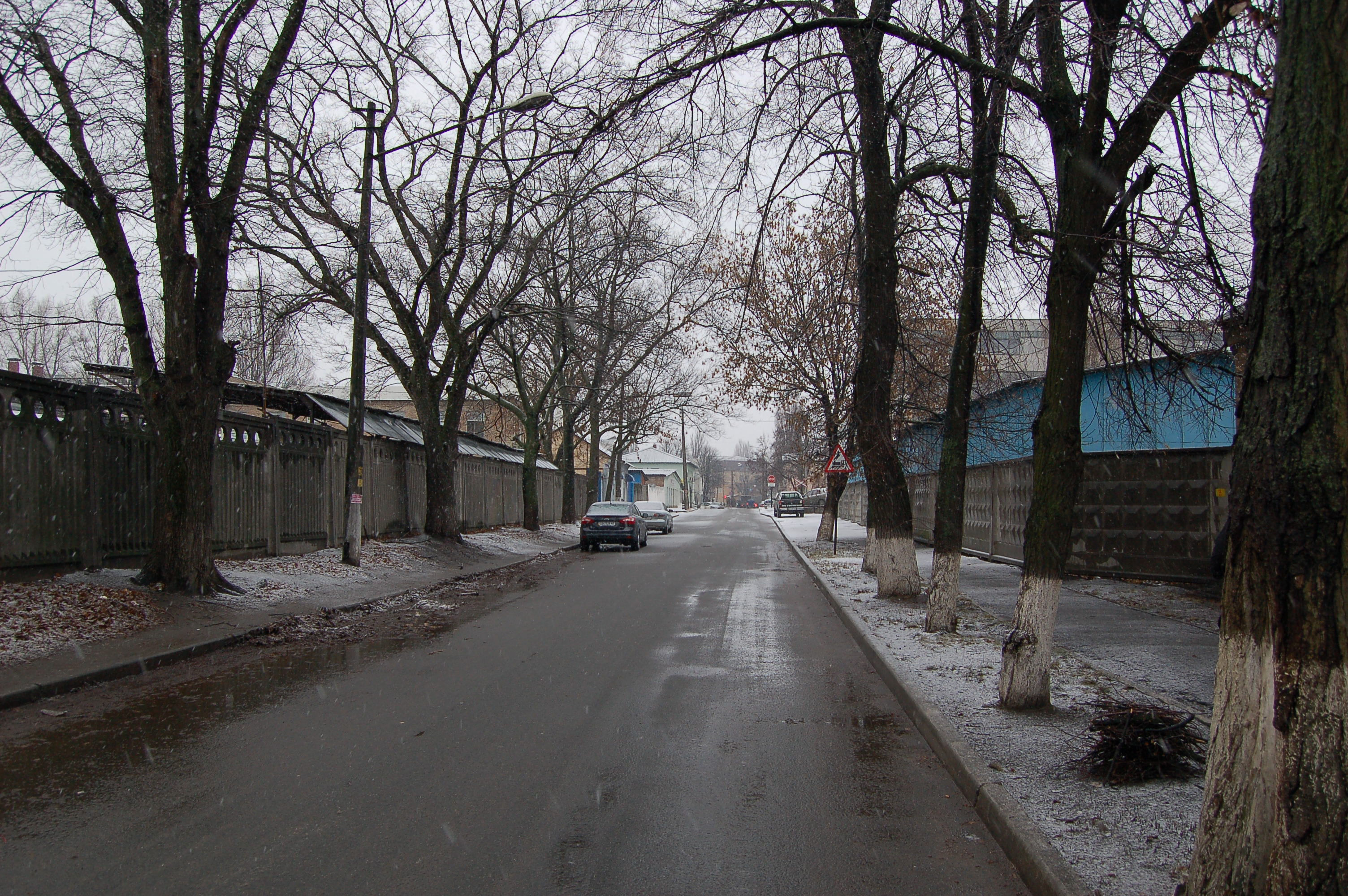
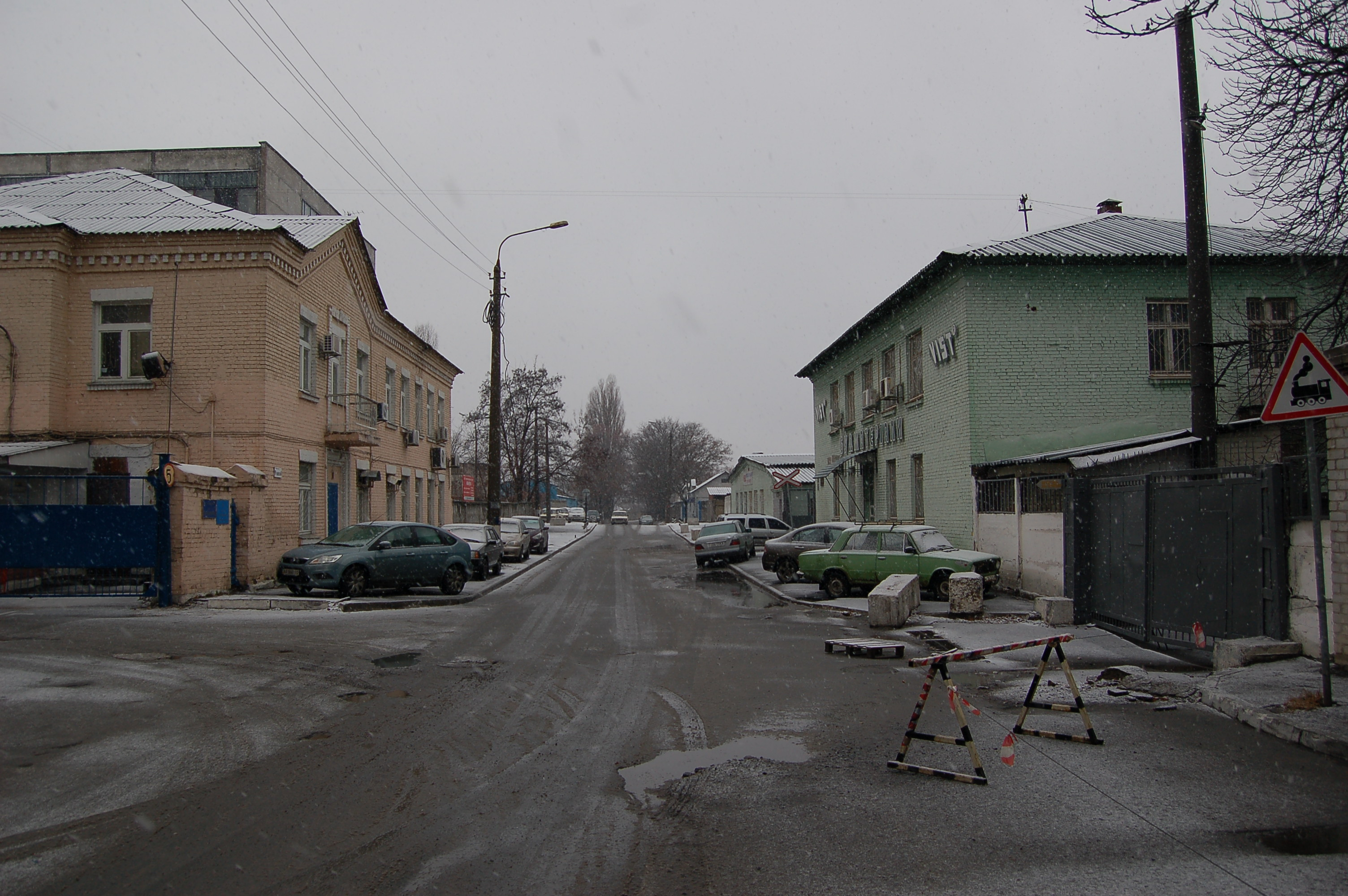
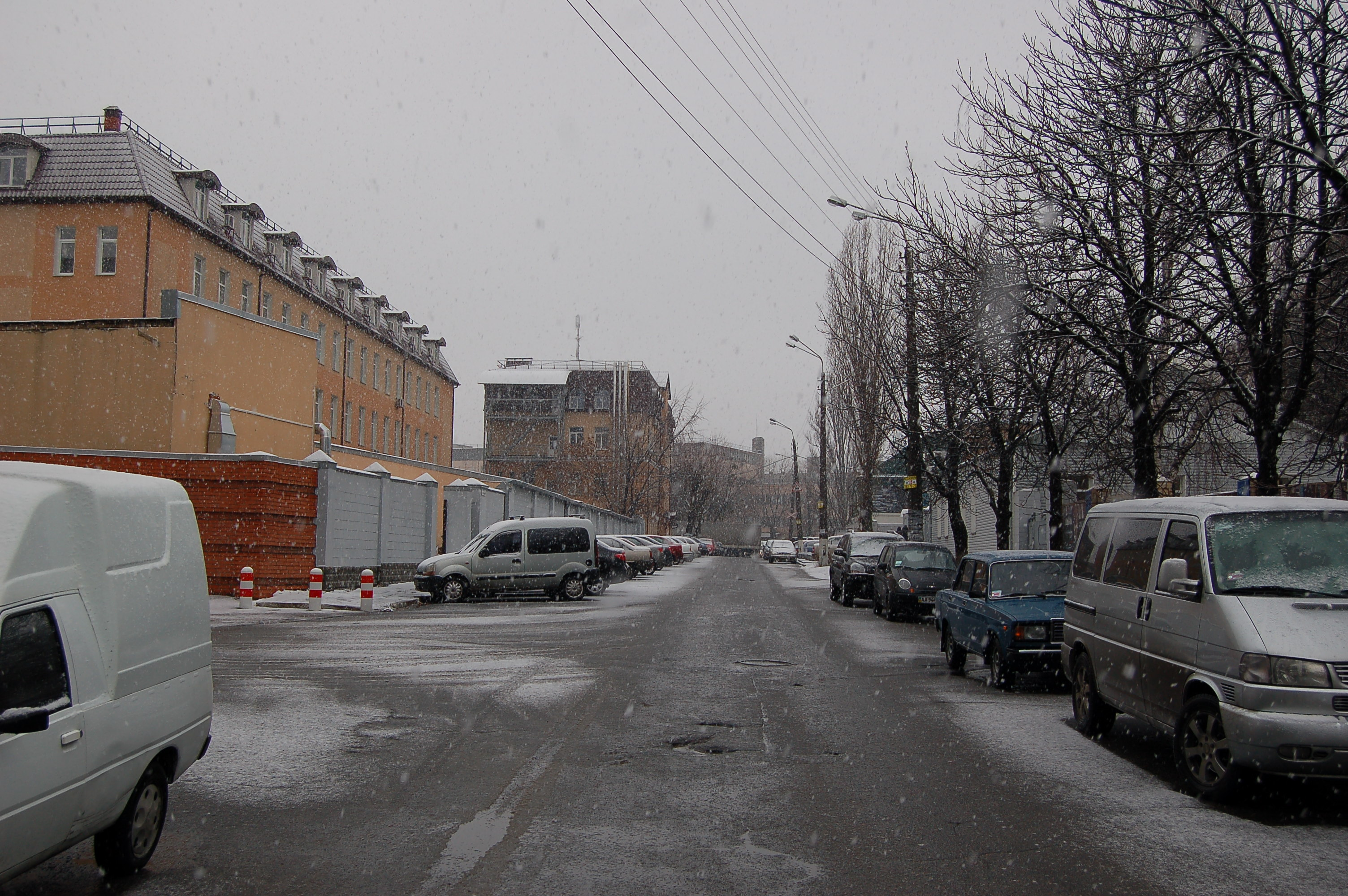
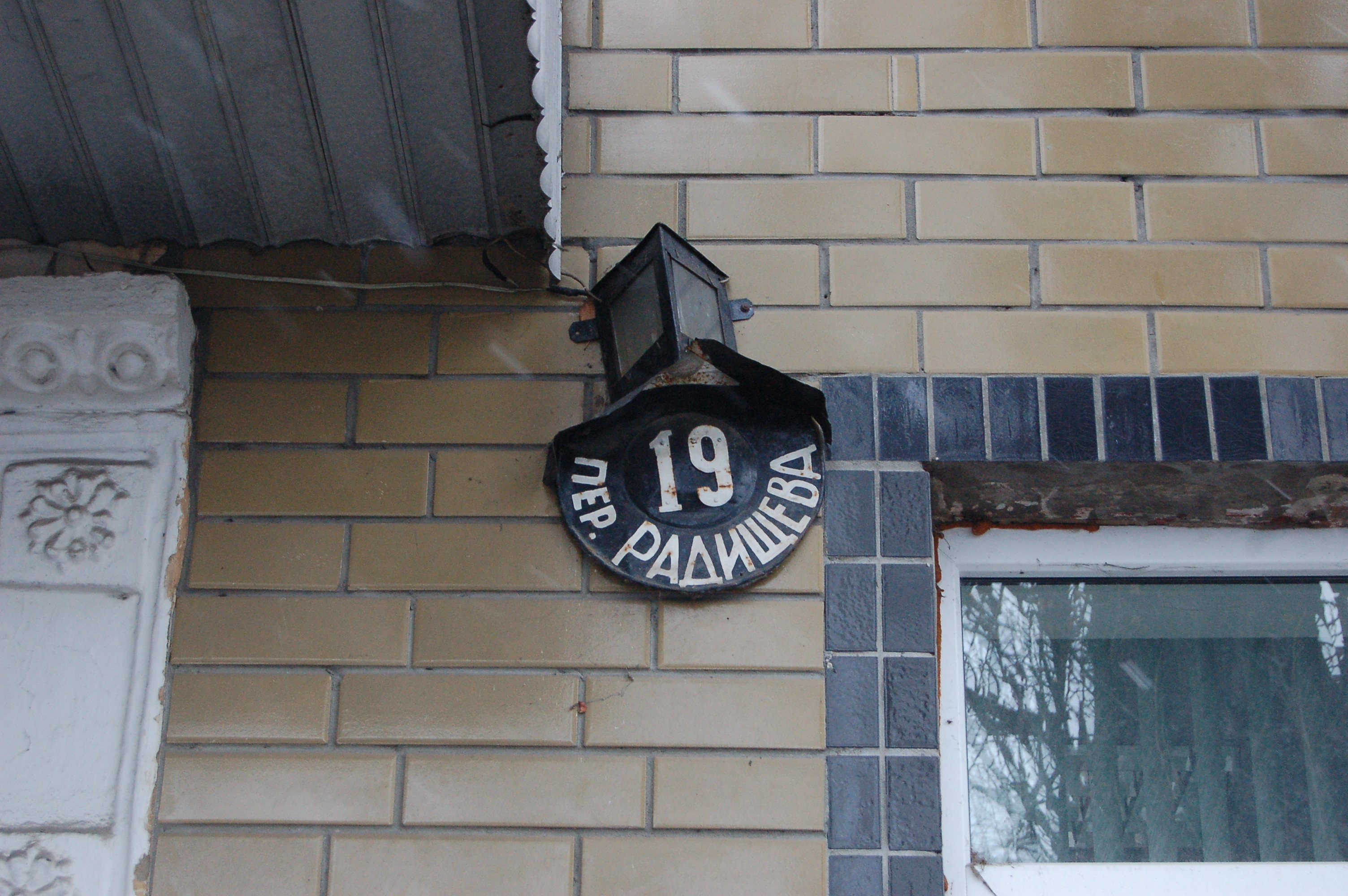
Раритетная адресная табличка